# Ventridens decussatus
Ventridens decussatus är en snäckart som först beskrevs av Walker och Henry Augustus Pilsbry 1902.  Ventridens decussatus ingår i släktet Ventridens och familjen Zonitidae. Inga underarter finns listade i Catalogue of Life.